# Olav Engelbrektsson

Olav Engelbrektsson, död den 6 februari 1538 i Lier, var en norsk romersk-katolsk prelat.
Olav Engelbrektsson studerade i Rostock, där han 1507 förvärvade magistergraden, och blev 1516 dekanus vid domkapitlet i Nidaros stift (nuvarande Trondheim) samt ärkebiskopens official. År 1523 intog han själv ärkebiskopsstolen i Nidaros, men visade sig under det kort därefter inträdande upplösningstillståndet i Norge ur stånd att hävda sin ställning som rikets förste man. Hierarkin var undergrävd och därmed även grundvalen för hans myndighet rubbad. När Kristian II kom till Norge 1531, slöt Olav sig till honom, och till följd av kung Fredrik I:s död, 1533, blev han i egenskap av riksrådets ordförande interimsregent, till dess en ny kung valts.
Olav Engelbrektsson var avogt sinnad mot den av danskarna till kung valde Kristian III, så mycket mera som denne hyllade lutherska läran, och önskade i stället se Kristian II:s måg, Fredrik av Pfalz, på tronen. Vintern 1535-1536 kom Claus Bille som Kristians sändebud till Trondhjem med några världsliga medlemmar av norska rådet, och härav begagnade Olav sig för en statskupp. Han fängslade flera av rådsherrarna och lät mörda Vincentius Lunge i Trondhjem den 3 januari 1536, under det att samma öde julaftonen 1535 övergått Niels Lykke på ärkebiskopens fäste Stenviksholm. Därmed var Norges riksråd sprängt, och riket hotade hemfalla åt anarki.
Själv insåg Olav snart, att hans herravälde inte kunde upprätthållas, och fram på våren frigav han de övriga fångarna och sökte även försoning med Kristian III, likväl utan att vilja erkänna honom som kung. Olav hade nu att befara ankomsten av en dansk krigsstyrka och fann därför rådligast att lämna landet.
I april 1537 flydde han med rikt byte av kyrkliga värdesaker och andra dyrbarheter till Nederländerna, och i maj anlände en dansk flotta till Trondhjem, som strax gav sig. Hans vid avresan från Norge medförda dyrbarheter överläts efter en långvarig process mellan boets fordringsägare, varibland fanns Nidaros domkapitel och fru Inger till Östråt, åt kurfurst Fredrik av Pfalz (1548). Olav hade även tagit med sig en stor mängd viktiga arkivalier rörande Nidaros ärkebiskopssäte och norska staten. Dessa påträffades i början av 1800-talet i Bayern och är nu införlivade med norska riksarkivet.